# 차이나원
차이나원은 2004년에 무협영화 채널 ABO로 개국하였지만 중국어 전문 교육 채널로 2011년에 개국하였으나 2014년 10월 20일에 채널W로 변경되었다.